# Euops puncticollis
Euops puncticollis là một loài bọ cánh cứng trong họ Attelabidae. Loài này được Boheman miêu tả khoa học năm 1859.